# Romeo Hanover
Romeo Hanover, född 1963, död 1988, var en amerikansk standardhäst som tävlade mellan 1965 och 1967. Han blev den tredje hästen som lyckades vinna Triple Crown of Harness Racing for Pacers. Han sprang in 658 505 dollar på 44 starter, varav 36 segrar. 

## Karriär
Romeo Hanover tränades under hela sin tävlingskarriär av Jerry Silverman, och kördes av William Myer, George Sholty, Stanley Dancer eller Delvin Miller.
Som tvååring segrade Romeo Hanover i 13 av 16 starter, bland annat i Fox Stakes på tiden 1:59.0 (1.14,0). Han segrade även i en division av Arden Downs Stake och i finalen av Lawrence B. Sheppard. Han röstades fram till Two-Year-Old Pacer, 1965.
Som treåring segrade Romeo Hanover i Cane Pace tillsammans med William Myer på tiden 1:59.4 (1.14,5) på Yonkers Raceway, det första loppet av de tre Triple Crown-loppen. Han segrade även i det andra Triple Crown-loppet, Little Brown Jug med George Sholty, i två raka heat på tiderna 2:01.2 (1.15,5) och 1:59.3 (1.14,4). Endast två passgångare hade tidigare lyckats vinna Triple Crown innan, Adios Butler och Bret Hanover. Romeo Hanover segrade även i Messenger Stakes tillsammans med George Sholty på Roosevelt Raceway, vilket var hans 18:e raka seger under 1966. Romeo Hanover blev med segern den tredje hästen som lyckades vinna Triple Crown of Harness Racing for Pacers.
Romeo Hanover tävlade även som fyraåring, och utökade sin segersvit till 21 raka segrar, genom att segra i Realization Pace, Dan Patch Invitational Pace, och One-mile International Pace, där Cardigan Bay slutade på andra plats. Under fyraåringssäsongen kördes han av Stanley Dancer och Delvin Miller.

### Som avelshingst
Romeo Hanover avslutade tävlingskarriären efter fyraåringssäsongen för att bli avelshingst hos Pine Hollow Stud Farm Inc. i New York, och hans avkommor sprang in över 14 miljoner dollar. Romeo Hanover exporterades sedan till Nya Zeeland, där han avled i december 1988.
2005 valdes han in i United States Harness Racing Hall of Fame.